# Региональный материнский капитал
Региональный материнский капитал — форма поддержки многодетных семей, финансируемая за счет средств бюджетов субъектов Российской Федерации. Представляет собой денежную выплату (обычно при рождении третьего ребенка). Отличается от федерального материнского капитала по размерам выплаты, условиям получения и использования.

## История появления
Президент РФ Дмитрий Медведев выступая 30 ноября 2011 года с посланием Федеральному собранию, он поставил задачу ввести в регионах поддержку многодетных семей.
Средства регионального материнского капитала можно использовать на различные цели (зависит от законодательства в регионе). Например, это может быть улучшение жилищных условий, проведение капитального или текущего ремонта жилья, погашение кредита, взятого на приобретение или строительство жилья, приобретение стройматериалов для строительства, покупка транспортного средства (компенсация его покупки), лечение детей и других членов семьи, приобретение продуктивных животных. В некоторых субъектах РФ направления использования средств зависят от климатических условий.
Размер регионального материнского капитала устанавливается местными властями самостоятельно и может составлять от 25 000 до 700 000 рублей.

## Перечень регионов

### Мурманская область
Право на предоставление регионального материнского капитала при рождении (усыновлении) ребенка (детей), имеющего (имеющих) гражданство Российской Федерации, возникает у следующих граждан Российской Федерации, постоянно проживающих на территории Мурманской области:
- женщин, родивших (усыновивших) третьего ребенка и последующих детей начиная с 1 января 2012 года;
- мужчин, являющихся единственными усыновителями третьего ребенка и последующих детей, если решение суда об усыновлении вступило в начиная с 1 января 2012 года[1].

Размер регионального материнского капитала в Мурманской области был в 2021 году 130904.15 руб., в 2020 году 126477.44 руб. в 2019 году 121612.92 руб., в 2018 году 121612.92 руб., в 2017 году 121612.92 руб.

### Ямало-Ненецкий автономный округ
В ЯНАО региональный материнский капитал составляет 500 тысяч рублей, и является самым крупным в России .

## Влияние на рождаемость
Считается, что для сохранения численности население России на одном уровне (воспроизводстве населения, без учёта миграции) нужен суммарный коэффициент рождаемости около 2,1 рождения на женщину в течение жизни.